# Irma Avegno
Irma Avegno (20 tháng 12 năm 1881 - tháng 6 năm 1913) là một phụ nữ người Uruguay thuộc tầng lớp thượng lưu ở Montevidean, người đã cống hiến hết mình cho các vấn đề tài chính.

## Tiểu sử
Irma Avegno là con gái của Emilio Avegno và María de Ávila, theo giấy khai sinh. Cô sinh ra ngày 20 tháng 12 năm 1881 trong một gia đình giàu có, nhiều đất đai, có thế lực về kinh tế và chính trị, thuộc Đảng Colorado. Cha của cô là phó chủ tịch đảng thuộc Cục Artigas, và chú của cô, Tiến sĩ Jose Romeu, là Bộ trưởng Ngoại giao, trong chính phủ của ông Jose Batlle y Ordóñez.
Cô được coi là một người có cá tính đặc biệt, thích tự do và ngang ngược, kể từ khi cô cống hiến hết mình cho việc kinh doanh tài chính, cô tham gia các hoạt động truyền thống dành riêng cho nam giới, chẳng hạn như đặt cược vào các cuộc đua ngựa. Cô công khai xu hướng đồng tính luyến ái của mình, mặc dù chỉ có thể được công nhận ngầm nhưng cũng góp phần thay đổi nhận thức vào thời điểm đó.
Avegno chết tại Lomas de Zamora, tỉnh Buenos Aires, Argentina. Nguyên nhân chính thức của cái chết là tự sát.
Thi thể của cô được chôn cất tại Nghĩa trang trung tâm của thành phố Montevideo, sau khi được chuyên chở đến bằng tàu hơi nước Roma, được đám đông tụ tập và thăm viếng.

## Tác phẩm
- Armas, Dino (2012). Se ruega no enviar coronas (theater). Montevideo: Estuario ISBN 9789974687998
- Vigil, Mercedes [es] (2000). Una mujer inconveniente: la historia de Irma Avegno (narrative). Montevideo: Fin de Siglo ISBN 9789504912606